# Macaria adonis
Macaria adonis es una especie de polilla perteneciente a la familia Geometridae, descrita por primera vez por William Barnes y James Halliday McDunnough en 1918.  Se encuentra distribuida en América del Norte, principalmente en el oeste de Estados Unidos y Canadá. Macaria adonis es un defoliador solitario e inocuo, poco común.

## Descripción
Es una polilla mediana con una envergadura de 31 a 34 milímetros (1,2 a 1,3 plg). Las antenas son serradas y fasciculadas. Los palpos, la cabeza y collar son naranja brillante, mientras que el abdomen es ocre pálido con una doble fila de puntos dorsales negros. El tórax y las alas primarias son gris ratón, algo sombreadas con blanquecino en la mitad interna del ala. 

### Alas
Las alas primarias cuentan con tres manchas costales negras prominentes que dan lugar a las líneas oscuras transversales. Las alas secundarias son similares a las primarias, con el área basal algo más pálida y con un pequeño punto discal. Por debajo, las alas son color blanquecino, con matices marrón claro, especialmente en la zona externa con puntos discales en todas las alas, más visibles en las secundarias.

### Oruga
La larva madura mide hasta 27 milímetros (1,1 plg) de largo. La cabeza es verde con rayas blancas y manchas laterales de color marrón rojizo. El cuerpo es verde con una tenue raya verde sobre el dorso de la oruga que es verde cremoso con una ancha raya subdorsal blanca que se extiende hasta la cabeza y raya espiracular de color blanco amarillento. Cuenta con pequeñas hendiduras en forma de hendidura en la zona supraespiracular.
El principal hospedador de Macaria adonis son el pino ponderosa y también el pino torcido.